# Синиша Ћопић
Синиша Ћопић (Земун, 12. март 1961) српски је филмски и позоришни глумац.
Први пут на филму појавио се 1982. године у филму Савамала, а значајне улоге играо је у филмовима Серендаде и Broken English. Широј јавности је најпознатији по улози Драгутина Димитријевића Аписа у серији Крај династије Обреновић.

## Филмографија
| Год.   | Назив                          | Улога                             |
| ------ | ------------------------------ | --------------------------------- |
| 1980-е |                                |                                   |
| 1982.  | Савамала                       | Коле                              |
| 1983.  | Последње совуљаге и први петли | Партизан, телеграфиста            |
| 1984.  | Пази шта радиш (Матуранти)     |                                   |
| 1985.  | Шест дана јуна                 | Ранко                             |
| 1985.  | Приче из бечке шуме            |                                   |
| 1986.  | Сиви дом                       | Гуштер                            |
| 1987.  | Погрешна процена               | Махмут Басатлија                  |
| 1988.  | Вук Караџић                    | Михаил Бакуњин                    |
| 1988.  | Посебан осврт на срећу         | Теодорин брат                     |
| 1988.  | Како засмејати господара       | Милић                             |
| 1988.  | Срце и њена деца               | студент                           |
| 1989.  | Балкан експрес 2               | Герд                              |
| 1989.  | Шведски аранжман               |                                   |
| 1989.  | Playroom                       | дежурни                           |
| 1989.  | Балкан експрес 2 (ТВ серија)   |                                   |
| 1990-е |                                |                                   |
| 1990.  | Виолински кључ                 |                                   |
| 1990.  | Солунци говоре                 |                                   |
| 1990.  | Почетни ударац (филм)          | Крастави                          |
| 1991.  | Заборављени                    | Крастави                          |
| 1991.  | Апис                           | Ђорђе Константиновић              |
| 1993.  | Рај                            |                                   |
| 1993.  | Осмех Маргарет Јурсенар        | Марко Краљевић/Лукиадис, археолог |
| 1993.  | Електра                        |                                   |
| 1994.  | Театар у Срба                  |                                   |
| 1994.  | Голи живот                     | младожења                         |
| 1994.  | Вуковар, једна прича           | Павле                             |
| 1995.  | Крај династије Обреновић       | Драгутин Димитријевић Апис        |
| 1996.  | Broken English                 | Хрват                             |
| 1998.  | Легенда о Виљему Телу          | Гар                               |
| 1998.  | Bella                          | Мангин                            |
| 1999.  | Duggan                         | Волфганг                          |
| 2000-е |                                |                                   |
| 2001.  | Серенаде                       | Мухамед                           |
| 2001.  | Маклаудове ћерке               | Владимир Вадим                    |
| 2010-е |                                |                                   |
| 2010.  | Review with Myles Barlow       | Рус                               |
| 2014.  | A Place to Call Home           | Гестапо официр                    |
| 2018.  | Војна академија                | Душан, Марин отац                 |
| 2019.  | Пет                            | инспектор                         |